# Голямо-Пештене
Голямо-Пештене (болг. Голямо Пещене) — село в Болгарии. Находится в Врачанской области, входит в общину Враца. Население составляет 614 человек.

## Политическая ситуация
В местном кметстве Голямо-Пештене, в состав которого входит Голямо-Пештене, должность кмета (старосты) исполняет Венцислав  Цветков Ангелов (Болгарская социалистическая партия (БСП)) по результатам выборов.
Кмет (мэр) общины Враца — Тотю Младенов Младенов (Граждане за европейское развитие Болгарии (ГЕРБ)) по результатам выборов.

## Известные уроженцы
- Аврамов, Кинчо Маринов (1941—2011) — болгарский скульптор, геральдист, медальер, педагог.